# Toffa van Porto Novo

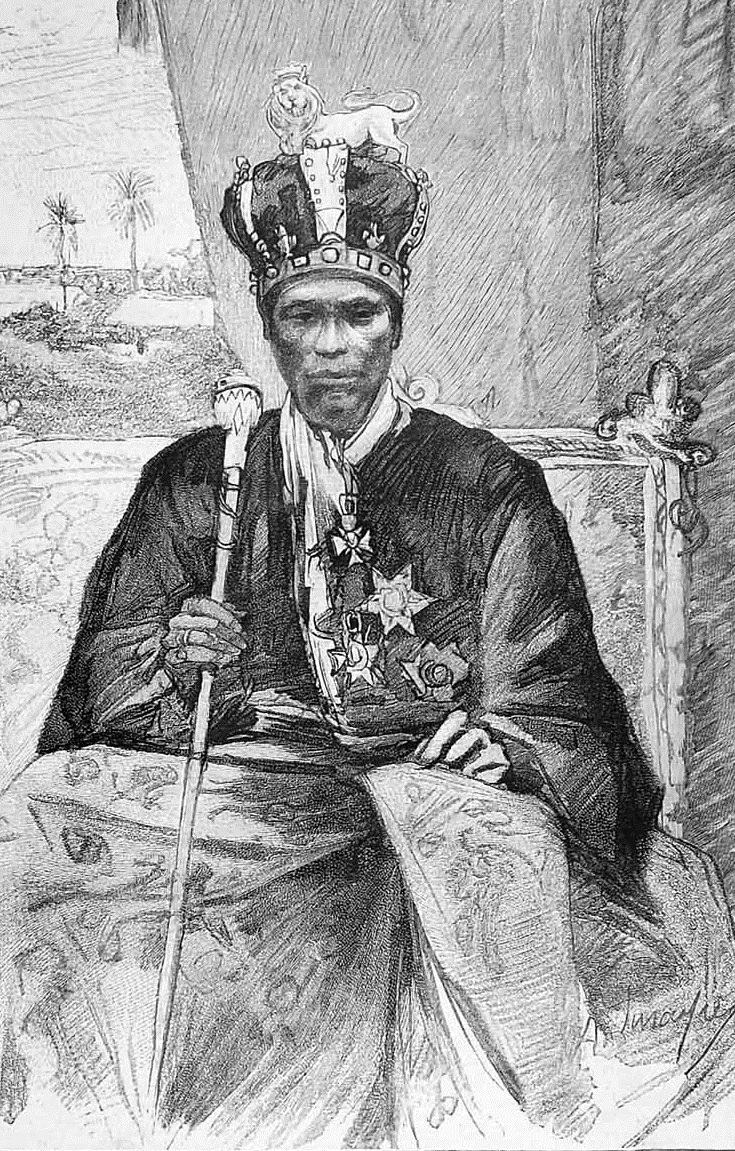
Koning Toffa
(tekening door Abel Tinayre, uit The Illustrated London News, 1892)

Toffa I (geboren rond 1840 - 7 februari 1908) was koning van Hogbonou of Ajase; het huidige Porto-Novo. Hij werd in 1874 gekroond en regeerde tot zijn dood in 1908, na 1892 als marionet van de Franse regering. Toffa steunde de Franse expedities in Dahomey en ging in ruil voor een jaarlijks pensioen akkoord de overdracht van de plaatselijke haven en de douanerechten aan Frankrijk.
Toffa stond open voor Westerse invloeden en wilde zijn land van de Europese wetenschap en techniek laten profiteren. Hij probeerde een evenwicht te bewaren tussen de inheemse religies, een vorm van voodoo of orisha, en de nieuwe invloed van islam en christendom. Later toonde hij openlijk zijn vijandigheid tegenover het koloniale bestuur. Hij verzette zich tegen de vorming van de burgerwacht en het werven van tolken, hij begon de hervorming van justitie te frustreren en protesteerde tegen de Franse belastingen.
Het politieke evenwicht in Porto-Novo was niet in zijn voordeel, omdat hij zich niet kon beroepen op de steun van de machtige en rijke handelaren van Afro-Braziliaanse herkomst, de door hem uitgenodigde Portugees sprekende Agoudas. Hij had wel de steun van de moslims die, ondanks hun grote aandeel in de bevolking, over het algemeen niet deelnamen aan het politieke leven van het koninkrijk.
Terwijl onder Frans koloniaal bestuur duidelijk economische voorspoed en positieve sociaal-culturele ontwikkeling werden geboekt en de verbindingen met Dahomey werden versterkt, bleef Toffa ontevreden. Het lukte hem niet om zich weer los te maken van de machtige kolonisator.